# Pan co' santi
Le pan co' santi, pane co' Santi  ou pane dei Santi  (pain des Saints) est un gâteau typique de Sienne et de la Maremme, qui est préparé pendant la période de la Toussaint. C'est la version siennoise des gâteaux aux raisins secs et aux fruits secs typiques de cette période de l'année préparés dans toute l'Italie ; sa particularité consiste en sa forte saveur de poivre noir et sa (relativement) faible teneur en sucre. Il a été reconnu comme un produit agroalimentaire traditionnel italien.

## Histoire
Le pan co' santi est un produit régional italien traditionnel, fortement associé à la fois à la ville de Sienne et à la fête de la Toussaint le 1er novembre et au jour des morts le lendemain,. George Gissing écrit dans son journal du 1er novembre 1897 : « À Sienne (et ici seulement) on mange aujourd'hui une sorte de gâteau aux prunes très simple appelé Pane coi santi. »

## Description
Ce dessert consiste en une sorte de pain moelleux, à croûte très fine, croustillante ou moelleuse selon les goûts de celui qui le prépare. La pâte, à base de farine de blé, de saindoux et d'huile, est sucrée au miel et parfumée au poivre noir. Les noix et les raisins secs provenant du Vin santo sont ensuite ajoutés au mélange ; seuls ces deux derniers ingrédients sont appelés « saints ». Enfin le pain est doré au jaune d'œuf. Il est ensuite façonné en un pain rond ou ovale et cuit au four à bois.
D'autres ingrédients peuvent être ajoutés : des amandes, des pignons de pin, des figues et des dattes,.
Le dessert est consommé selon le goût de chacun ; les tranches grillées d'une version très douce sont servies avec des viandes rôties.
Le pan co' santi doit être accompagné d'un verre de Vin santo ou (si moins sucré et plus « poivré ») d'un vin rouge vieilli : « Le vin de choix pour l'accompagner était le Vin Santo nouveau avec le “goût” du vin de la dernière récolte au premier soutirage, encore aigre et incomplet. »

## Variante
Une variante appelée Pane santo Pasquale est récemment apparue dans les rayons des supermarchés qui, dans les intentions des producteurs, se voudrait une nouvelle interprétation du classique pane co' Santi, croisé avec la colombe de Pâques.